# Мирчо Лазаров
Мирчо Андонов Лазаров е български общественик, просветен деец от Македония, деец на профашистката младежка организация „Бранник“, убит от югославските комунистически власти.

## Биография
Роден е в град Струмица. Син е на стария деец на ВМОРО Андон (Доне) Лазаров, положил основите на организацията в Струмишко, убит през 1926 година при Струмица.
Част е от македонската емиграция в България. През 1941 година, по време на нападението на Кралство Югославия от Страните от Оста, завръща се в Струмица. Част е от организацията на посрещането на Българската армия и управителния апарат в Струмица. По време на българското управление в Македония работи като учител в струмишката гимназия и оглавява клона на профашистката младежка организация „Бранник“ в Струмица. Дописник е на вестник „Целокупна България“, излизащ от 1941 до 1944 година в Скопие. Според Пандевски и Стоев участва в убийството на югославския комунистически деец Благой Янков – Мучето в 1944 година в Струмица.
През 1944 година Лазаров се намира в София, откъдето е докаран в Струмица, където „като предател и сътрудник на българската полиция“ е осъден през 1945 година от югославските комунистически власти и е разстрелян.